# ギリギリ・サーフライダー
「ギリギリ・サーフライダー」は、HALCALIの3枚目のシングルである。2003年7月9日に発売。

## 概要
前作「エレクトリック先生」から3か月ぶりのリリース。

## 収録曲
1. ギリギリ・サーフライダー
  - Words:RYO-Z
  - Music,Arrangement:DJ FUMIYA
2. ア ONE TWO
  - Words:RYO-Z
  - Music,Arrangement:DJ FUMIYA
3. ギリギリ・サーフライダー[HALF RIDER remix]
  - REMIX by HALFBY
  - Words:RYO-Z
  - Music,Arrangement:DJ FUMIYA
4. ギリギリ・サーフライダー [2人ともいないヴァージョン]
  - Music,Arrangement:DJ FUMIYA